# Petar Franjić (nogometaš, 1992.)
Petar Franjić (7. travnja 1992.) je australski nogometaš hrvatskog podrijetla.
Nastupa za klub australskih Hrvata Melbourne Knights.